# Deportacje Żydów ze Słowacji

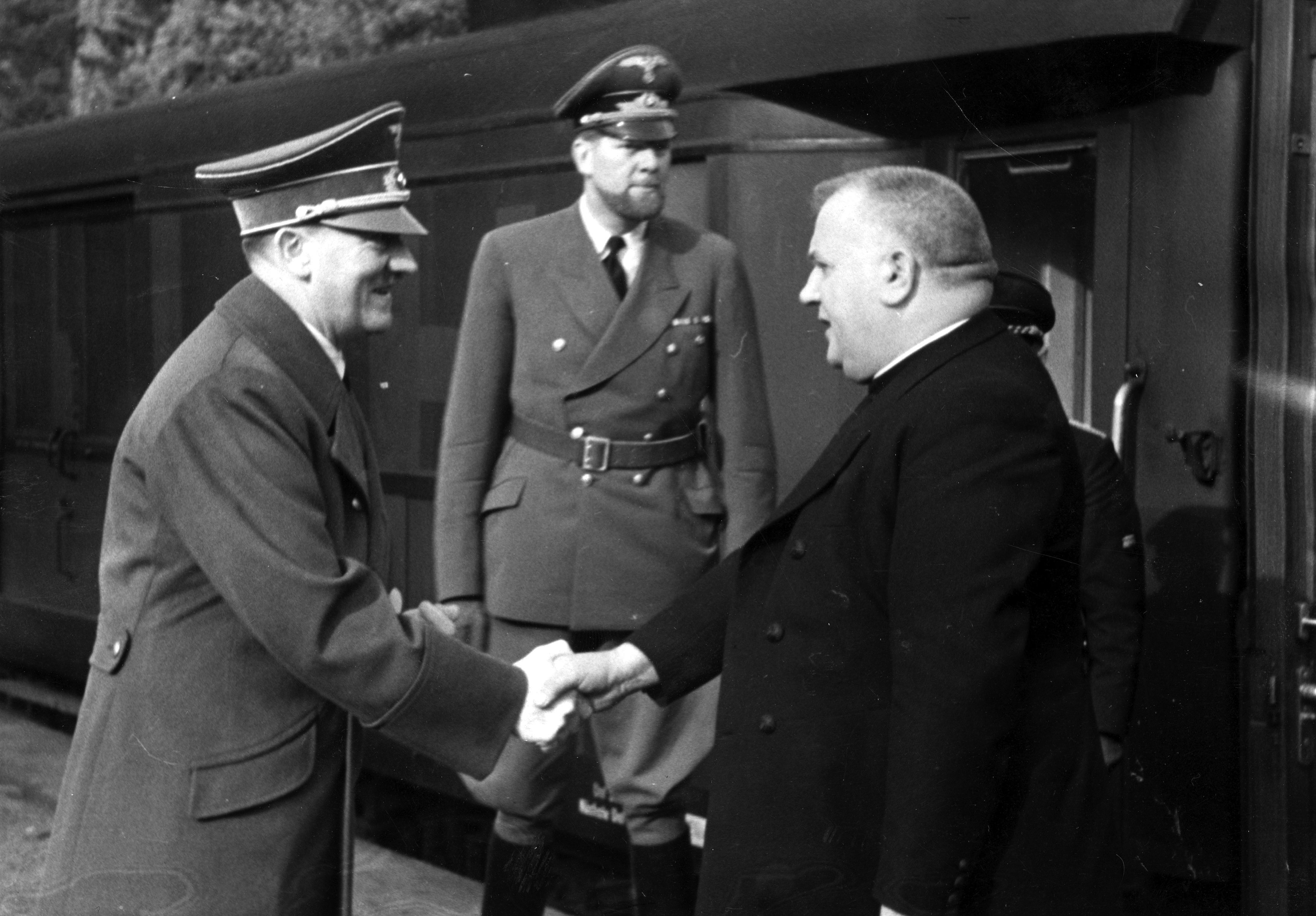
Spotkanie prezydenta Słowacji Jozefa Tiso z Adolfem Hitlerem w Berlinie

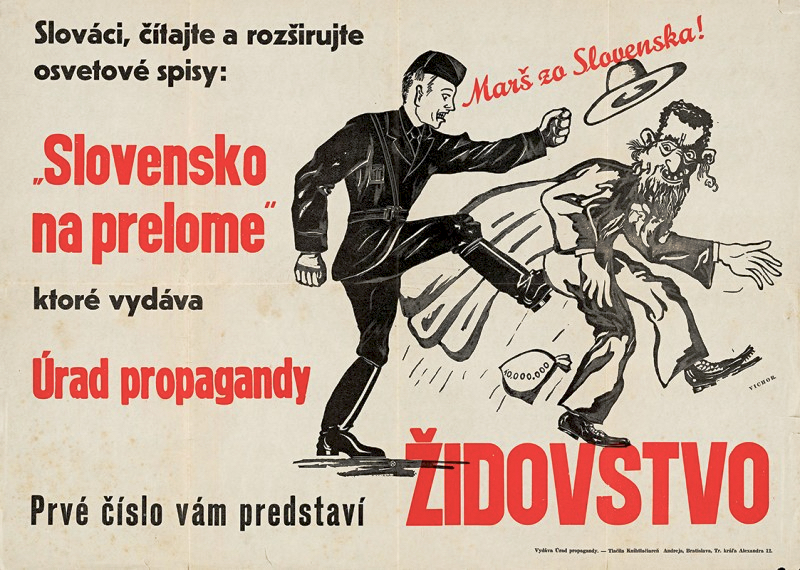
Słowacki plakat propagandowy z około 1941 roku: Wynocha ze Słowacji! Słowacy, czytajcie i rozpowszechniajcie publikację edukacyjną "Słowacja w odnowie" wydaną przez Biuro Propagandy. Jej pierwsze wydanie zapozna was z Żydostwem!

Deportacje Żydów ze Słowacji – deportacje słowackich Żydów ze Słowacji do niemieckich obozów koncentracyjnych, przeprowadzone we współpracy rządów Pierwszej Republiki Słowackiej oraz III Rzeszy (1942–1945).

## Historia
Państwo słowackie powstało po rozpadzie Czechosłowacji i oddzieleniu się od Czech w marcu 1939 roku, pod patronatem III Rzeszy. Na jego czele stanął katolicki ksiądz Józef Tiso pełniący funkcję prezydenta.

## Zagłada
Słowacja była pierwszym (de iure) samodzielnym państwem, które deportowało dużą część swych Żydów. Ówczesne władze Słowacji odebrały ponad 10 tysiącom żydowskich przedsiębiorców majątek o wartości 38% ówczesnego budżetu państwa. Początkowo Żydów deportowano do słowackich obozów koncentracyjnych znajdujących się w miejscowościach Vyhne, Sereď oraz Novaky. W marcu 1942 Słowacja podpisała umowę z Niemcami umożliwiającą deportacje Żydów. Pod koniec czerwca 1942 roku do hitlerowskich obozów zagłady słowacki rząd wysłał 52 000 słowackich Żydów, a do października w sumie 58 000. Większość z nich trafiło do Auschwitz-Birkenau, gdzie uruchomiono specjalnie nowe krematorium. Łącznie do hitlerowskich obozów koncentracyjnych trafiło z terenów Pierwszej Republiki Słowackiej ponad 70 tysięcy ludzi: Żydów, Cyganów i komunistów, z czego 67 000 stanowili słowaccy Żydzi. Państwo słowackie płaciło III Rzeszy 500 marek za każdego obywatela żydowskiego wywiezionego do obozu z terenu Republiki Słowackiej. Była to tzw. opłata za przesiedlenie oraz naukę zawodu.
Deportacje wstrzymał prezydent Jozef Tiso na jesień 1942, po interwencji przedstawiciela papieskiego na Słowacji ks. Giuseppe Burzio, który poinformował władze słowackie, że deportowani Żydzi trafiają do obozów zagłady. Na Słowacji pozostawało wówczas 24 000 Żydów.
Druga fala deportacji nastąpiła w drugiej połowie 1944 roku, po wkroczeniu na Słowację wojsk niemieckich, mających na celu stłumienie słowackiego powstania narodowego.
Według spisu ludności z 1939 roku na terytorium Pierwszej Republiki Słowackiej mieszkało 136 tysięcy Żydów. Holocaust przeżyło około 30 tysięcy z nich, z czego większość wyjechała po wojnie do Izraela. Obecnie na Słowacji żyje mniejszość żydowska licząca trzy tysiące członków.

## Po wojnie
Po wojnie temat udziału rządu Słowacji w holocauście stanowił temat tabu. W roku 2002 Państwowe Muzeum Auschwitz-Birkenau w Oświęcimiu zorganizowało wystawę poświęconą wojennym losom słowackich Żydów przywiezionych przez Niemców do obozu.